# キム・グァンソク
キム・グァンソク（金光石、김광석、1964年1月22日 - 1996年1月6日）は、大韓民国の歌手、シンガーソングライターである。民衆歌謡グループ、フォークグループを経て、1989年にソロデビュー。通算1000公演を記録するなど、386世代を代表する韓国アンダーグラウンドミュージック界の旗手であったが、絶頂期の1996年に31歳で自宅にて首吊り自殺した。代表曲は「二等兵の手紙」「서른 즈음에（三十頃に）」など。

## 経歴
1964年1月22日、3男2女の末っ子として大邱市で生まれる。1968年にソウルへと移り、慶煕中学時代に弦楽部でヴァイオリン、オーボエ、フルートなどを習得し、大光高校時代には合唱部に所属した。
1980年10月、11歳年上の長兄が軍務中に死亡。兄の死は死生観や作風に強い影響を与えた。
1982年、明知大学校経営学科に入学。音楽サークル「메아리」で活動。
1984年9月、フォーク歌手で演出家のキム・ミンギプロデュースのアルバム『노래일기「엄마, 우리 엄마」노래극「개똥이」중에서』に参加。そこで知り合った各大学のサークルメンバーにより結成された民衆歌謡グループ「노래를 찾는 사람들（通称ノチャサ）」に参加し、キム・ミンギプロデュースのアルバム「노래를 찾는 사람들 1집」を発表。
1985年1月、防衛兵として服務し、半年後に除隊。※兄弟が軍務中に死亡しているため、当時の規定により6ヶ月の短期兵となった。
1986年8月、高麗大学前でライブ喫茶「고리（輪）」を運営。人と人とを繋ぐ場所になる願いを込めて「고리」と命名した。
1987年夏、社会人フォークグループ「動物園」結成。10月、ノチャサの定期公演に参加し、金芝河の詩による歌曲「緑豆花」の歌唱で注目を浴び、看板歌手となる。
1988年1月、動物園ファーストアルバム「動物園」を発表。本人たちの予想に反して成功を収め、知名度を得る。9月、セカンドアルバム「두 번째 노래모음」発表。
1989年9月、グループを脱退し、ソロデビュー。アルバム「キム・グァンソク」を発表し、小規模のコンサート活動を始める。
1990年6月、一般女性と交際一年で結婚。8月、キム・ミンギプロデュースの「民族の歌」公演に参加し、独唱した「二等兵の手紙」が評判を呼ぶ。
1991年2月、アルバム「キム・グァンソク 2Nd」を発表。「사랑했지만」のヒットでスターの仲間入りをする。5月、娘が誕生(2007年 死亡)。秋、仏教放送で「밤의 창가에서（夜の窓辺で）」のDJを開始する。
1992年3月、アルバム「キム・グァンソク 3번째 노래모음」を発表。6月、前月のラジオ番組でゲストの小説家馬光洙の性的発言が放送規定違反となった煽りを受け、同番組への一ヶ月間出演禁止処分が下る。10月、セントルイス・ワシントン大学講堂で公演。
1993年3月、リメイクアルバム「다시 부르기 1」を発表。7月、1ヶ月間の長期公演を大学路学田小劇場で開催。
1994年6月、アルバム「キム・グァンソク 네번째」を発表。9月、EBS FMで「音楽の世界」のDJを開始する。11月、アトランタで公演。
1995年2月、リメイクアルバム「다시 부르기 2」を発表。2月から4月にかけて全国8都市を巡回する「Green Tree Story」ツアーコンサート開催。8月11日、韓国音楽界史上初の通算1000公演を達成。11月、フィラデルフィア、ペンシルベニア、ニューヨークで公演。
1996年1月6日未明、自宅の階段で首を吊り自殺。

## 突然の死
1996年1月5日、親友のパク・ハッキと共に、昼過ぎから午後8時頃まで、HBS公開ホールにてSBSテレビ番組「パク・サンウォンの越冬（겨울나기）」のリハーサルと収録に参加。それまでの好青年的なスタイルとは打って変って、短髪に無精髭のチンピラスタイルに変貌した姿で「너무 아픈 사랑은 사랑이 아니었음을」と「그녀가 처음 울던 날」を歌った。自宅で夕食後、夜10時頃に家を出てライブハウスブルースハウスでペク・チャンウと合流する。喫茶店に移り、前年秋にペクが企画した韓国現代詩を歌にする運動 の打ち合わせをする。10時30分頃にはファンクラブ会員に電話をかけ、2月のイベントの打ち合わせをしている。
6日0時半頃、ペクに送られ帰宅し、夫人と飲酒をする。3時半頃、夫人がビデオを見るため別室に移る。4時半頃、人の気配がないのを不審に思いリビングにでた夫人が、階段の手すりに電気コードを結び首を吊っているグァンソクを発見する。通報後、セブランス病院に搬送され死亡が確認された。外傷や争った跡がなく、警察は周辺人物らの証言を元に、家庭問題や仕事の悩みなどが原因の躁鬱病による自殺と判断した。遺体は国立科学捜査研究所で解剖された。
前年11月にはDEUXのキム・ソンジェが23歳で不審死を遂げ、数日前にはソ・ジウォンが19歳で命を絶ったばかりであり、相次ぐ人気歌手の死は国内に衝撃を与えた。

## 人物
- 身長164cm、体重50kg未満と小柄であったため、「파김치」や「반토막」といったあだ名がつけられた[16]。また、精力的なライブ活動を行ったことから「공연 또 해?（公演またやるの？）」を略した「또해」のあだ名も付けられた[17]。※「파김치」ネギキムチ、転じてクタクタになることを意味する。「반토막」半片、半分を意味する。
- ずば抜けた容姿も強い個性も技巧もなく、ただ純粋に歌い、内気な笑顔が魅力の飾らない気さくな人柄であったが、内面には静かな情熱と誇りがあった[18]。
- 元動物園のパク・キヨンによると「人生の中心に音楽があった人。限りなく愉快で、冗談も上手で、人が集まれば必ず中心にいる人である一方、限りなく憂鬱で、静かで、心に秘めた人であった。情緒的なスペクトルが広かった」とある[19]。

## 評価
- バラードやダンスミュージックの台頭に押されていたフォークの最後の継承者とされた[20]。
- 民衆歌謡が持つ社会的意識から、大衆歌謡の感性や洞察まで、それぞれの本質を音楽に昇華して、当時の若者たちに人生を観照する余裕と勇気を与えた[15][20]。
- 2010年代において、購買層としてベビーブーム世代からエコー世代までをカバーしている唯一の存在である[20]。

## エピソード
- キム・ミンギから歌唱力不足を指摘された際、「ビートルズも技術的には下手だ」と反論した[12]。
- 元動物園で精神科医のキム・チャンギが「リズム音痴のため、足を動かして歌い出すタイミングを測っていた」と証言している[21]。
- キム・モクギョンのカバー「어느60대 노부부 이야기」録音の際、「末息子の大学試験」という歌詞に心が苦しくなり声が出にくくなったため、飲酒をして歌った[22]。
- 1995年6月29日に開催されたKMTVスーパーコンサートで、開演直前に崩壊事故が発生した三豊百貨店に、妻が3時間前まで客として訪れていたことを観客に報告している[23]。この時のグァンソクのトークで事故を知った観客も多かった。2013年のドラマ「応答せよ1994」で、その場面が描かれている[24]。
- 長渕剛の音楽性に強い影響を受け、人間としても尊敬していた。その理由について、曲作りの才能、特に率直で奥深い歌詞を挙げている。また、韓国であれば制約を受けるであろう破天荒な言動やパフォーマンスへの憧憬、ファンを愛しファンに愛される人柄にも惹かれていた。日本文化の規制を乗り越え、いつか共演するのが夢だと知人に語っている[25]。

死の前日に収録されたテレビ番組に、それまでのイメージとは打って変わった短髪に無精髭というチンピラスタイルで登場し、表情や歌唱などに1980年台後半以降の長渕の影響が確認できる。また、「40歳になったらハーレーダビットソンに乗って世界を巡りたい」と話しており、奇遇ではあるが、生きていれば満40歳だった2004年に行われた長渕剛桜島ライブにおいて、長渕がハーレーで登場する演出がされている。
- 映画監督のホ・ジノが、グァンソクの遺影の笑顔に構想を得て、1998年公開の映画『八月のクリスマス』を製作した。映画の中でも主人公がグァンソクの「거리에서」を口ずさむシーンがある。シナリオにはなかった演出だが、主演のハン・ソッキュがオマージュのために提案し採用された。なお、ホ監督はグァンソクとは面識がなく、葬儀には参列していない[28]。
- 2000年に公開された映画『JSA』では挿入歌として 「二等兵の手紙」 と「부치지 않은 편지」が使われており、ラジオから流れてきたグァンソクの歌声を聴いた南北の兵士たちが、早逝を嘆き、酒で追悼するシーンがある[29]。
- 産婦人科で夫人が産気づいた時、医師はまだ出勤前で看護師も席を外していたため、仕方なく分娩室に入り自分の手で娘を取り上げた[30]。この体験を元に「자유롭게」[解説 3]を制作した[31]。
- 荼毘に付した際、仏舎利が多数（9個か10個）現れたことが話題となった[32]。
- 2009年5月25日、23日に亡くなった盧武鉉元大統領の国民葬公式焼香所（ソウル駅前広場）でグァンソクの「부치지 않은 편지」[解説 4]が追悼曲として使用された[33]。

## ディスコグラフィ

### アルバム
- 노래를 찾는 사람들「노래를 찾는 사람들1」1984年11月15日
- 動物園「動物園」1988年1月15日
- 動物園「動物園 두번째 노래모음」1988年9月

ソロ正規アルバム
- 「キム・グァンソク」1989年9月20日  ※LPとCD同時発売。

| #         | タイトル                                    | 作詞・作曲       | 時間  |
| --------- | ------------------------------------------- | ---------------- | ----- |
| 1.        | 「너에게」                                  | キム・ヒョンソク | 4:02  |
| 2.        | 「내 꿈」                                   | キム・グァンソク | 3:29  |
| 3.        | 「그대 웃음소리」                           | キム・グァンソク | 4:34  |
| 4.        | 「슬픈 우연」                               | キム・グァンソク | 4:45  |
| 5.        | 「안녕 친구여」                             | キム・グァンソク | 3:24  |
| 6.        | 「내 마음의 문을 열어줘」                   | キム・グァンソク | 3:14  |
| 7.        | 「기다려줘」                                | キム・チャンギ   | 4:03  |
| 8.        | 「창」                                      | キム・グァンソク | 5:12  |
| 9.        | 「그건 너의 자신을 사랑하지 않는 때문이야」 | キム・チャンギ   | 3:38  |
| 10.       | 「아스팔트 열기 속에서」                    | ヨン・ソグォン   | 3:42  |
| 合計時間: | 合計時間:                                   | 合計時間:        | 40:03 |

- 「キム・グァンソク 2Nd」1991年2月20日LP発売、3月20日CD発売

| #         | タイトル              | 作詞                               | 作曲             | 時間  |
| --------- | --------------------- | ---------------------------------- | ---------------- | ----- |
| 1.        | 「사랑했지만」        | ハン・ドンジュン                   | ハン・ドンジュン | 4:28  |
| 2.        | 「꽃」                | ムン・デヒョン                     | ムン・デヒョン   | 4:32  |
| 3.        | 「사랑이라는 이유로」 | キム・ヒョンソク                   | キム・ヒョンソク | 3:47  |
| 4.        | 「마음의 이야기」     | キム・チャンギ                     | キム・チャンギ   | 4:20  |
| 5.        | 「너 하나뿐임을」     | キム・グァンソク、キム・ヒョンソク | キム・ヒョンソク | 4:19  |
| 6.        | 「슬픈 노래」         | イ・ジャンス                       | キム・グァンソク | 4:32  |
| 7.        | 「그날들」            | キム・チャンギ                     | キム・チャンギ   | 5:32  |
| 8.        | 「追憶」(※演奏のみ)   |                                    | キム・グァンソク | 2:56  |
| 9.        | 「마음속의 풍경」     | チョ・ギュマン                     | チョ・ギュマン   | 4:12  |
| 10.       | 「다시 아침」         | パク・ヨンジュン                   | パク・ヨンジュン | 3:44  |
| 合計時間: | 合計時間:             | 合計時間:                          | 合計時間:        | 42:22 |

- 「キム・グァンソク 3번째 노래모음 - 나의 노래, 나무, 잊어야 한다는 마음으로」1992年3月20日 ※LPとCD同時発売。

| 全編曲: チョ・ドンイク。 |                             |                          |                  |       |
| #                        | タイトル                    | 作詞                     | 作曲             | 時間  |
| 1.                       | 「序.자장가」(※演奏のみ)    |                          | キム・グァンソク | 3:44  |
| 2.                       | 「나의 노래」               | ハン・ドンホン           | ハン・ドンホン   | 3:44  |
| 3.                       | 「잊어야 한다는 마음으로」  | キム・グァンソク         | キム・グァンソク | 4:18  |
| 4.                       | 「나른한 오후」             | キム・グァンソク         | キム・グァンソク | 4:30  |
| 5.                       | 「외사랑」                  | ハン・ドル               | ハン・ドル       | 5:19  |
| 6.                       | 「나무」                    | 金潤成（キム・ユンソン） | ハン・ドンホン   | 5:25  |
| 7.                       | 「기대어 앉은 오후에는」    | ユ・ジュンヨル           | ユ・ジュンヨル   | 3:49  |
| 8.                       | 「그대가 기억하는 내 모습」 | ハン・ドンジュン         | ハン・ドンジュン | 3:47  |
| 9.                       | 「행복의 문」               | キム・グァンソク         | キム・グァンソク | 4:42  |
| 10.                      | 「結.자장가」(※演奏のみ)    |                          | キム・グァンソク | 3:44  |
| 合計時間:                | 合計時間:                   | 合計時間:                | 合計時間:        | 43:02 |

- 「キム・グァンソク 네번째 - 서른 즈음에」1994年6月25日 ※LPとCD同時発売。韓国大衆音楽100大名盤（朝鮮語版）74位

グループ時代のイメージを払拭できず、曲作りよりも選曲眼を評価された前作までと違い、このアルバムでは詩人の柳根の詩に曲を付けるなど「音楽に開眼した」ことで、シンガーソングライターとしての評価が高まった。
| 全編曲: チョ・ドンイク。 |                                        |                      |                  |       |
| #                        | タイトル                               | 作詞                 | 作曲             | 時間  |
| 1.                       | 「일어나」                             | キム・グァンソク     | キム・グァンソク | 4:34  |
| 2.                       | 「바람이 불어오는 곳」                 | キム・グァンソク     | キム・グァンソク | 3:22  |
| 3.                       | 「너무 깊이 생각하지 마 」             | キム・チャンギ       | キム・チャンギ   | 3:55  |
| 4.                       | 「회귀」                               | 金芝河（キム・ジハ） | ファン・ランジュ | 3:33  |
| 5.                       | 「너무 아픈 사랑은 사랑이 아니었음을」 | 柳根（リュ・グン）   | キム・グァンソク | 6:10  |
| 6.                       | 「서른 즈음에」(三十頃に)              | カン・スンウォン     | カン・スンウォン | 4:40  |
| 7.                       | 「혼자 남은 밤」                       | パクヨンジュン       | パクヨンジュン   | 4:38  |
| 8.                       | 「끊어진 길」                          | イ・ムハ             | イ・ムハ         | 3:29  |
| 9.                       | 「맑고 향기롭게」                      | ノ・ヨンシム         | ノ・ヨンシム     | 3:39  |
| 10.                      | 「자유롭게」                           | キム・グァンソク     | キム・グァンソク | 4:54  |
| 合計時間:                | 合計時間:                              | 合計時間:            | 合計時間:        | 42:54 |

リメイクアルバム
- 「다시 부르기 1」1993年3月2日 ※LPとCD同時発売。韓国大衆音楽100大名盤58位

| #         | タイトル                      | 作詞             | 作曲             | オリジナル歌手             | 時間  |
| --------- | ----------------------------- | ---------------- | ---------------- | -------------------------- | ----- |
| 1.        | 「사랑이라는 이유로」         | キム・ヒョンソク | キム・ヒョンソク |                            | 3:53  |
| 2.        | 「이등병의 편지」             | キム・ヒョンソン | キム・ヒョンソン | キム・ヒョンソン（종이연） | 4:46  |
| 3.        | 「사랑했지만」                | ハン・ドンジュン | ハン・ドンジュン |                            | 4:26  |
| 4.        | 「그날들」                    | キム・チャンギ   | キム・チャンギ   |                            | 5:19  |
| 5.        | 「너에게」                    | キム・ヒョンソク | キム・ヒョンソク |                            | 4:12  |
| 6.        | 「말하지 못한 내사랑」        | ユ・ジュンヨル   | ユ・ジュンヨル   |                            | 4:35  |
| 7.        | 「그루터기」                  | ハン・ドンホン   | ハン・ドンホン   |                            | 3:43  |
| 8.        | 「기다려줘」                  | キム・チャンギ   | キム・チャンギ   |                            | 4:00  |
| 9.        | 「흐린가을 하늘에 편지를 써」 | キム・チャンギ   | キム・チャンギ   |                            | 4:41  |
| 10.       | 「거리에서」                  | キム・チャンギ   | キム・チャンギ   |                            | 5:42  |
| 合計時間: | 合計時間:                     | 合計時間:        | 合計時間:        | 合計時間:                  | 45:17 |

- 「다시 부르기 2」1995年2月22日 ※CDのみ発売。韓国大衆音楽100大名盤25位

| 全編曲: チェ・ドンイク。 |                                                             |                              |                  |                  |       |
| #                        | タイトル                                                    | 作詞                         | 作曲             | オリジナル歌手   | 時間  |
| 1.                       | 「바람과 나」                                               | ハン・デス                   | ハン・デス       |                  | 3:54  |
| 2.                       | 「그녀가 처음 울던 날」                                     | イ・ジョンソン               | イ・ジョンソン   |                  | 2:53  |
| 3.                       | 「두바퀴로 가는 자동차」(Don't Think Twice, It's All Right) | ヤン・ビョンジプ（韓国語詞） | ボブ・ディラン   | ボブ・ディラン   | 3:13  |
| 4.                       | 「잊혀지는 것」                                             | キム・チャンギ               | キム・チャンギ   |                  | 4:14  |
| 5.                       | 「불행아」                                                  | キム・ウィチョル             | キム・ウィチョル |                  | 3:40  |
| 6.                       | 「어느 60대 노부부 이야기」                                 | キム・モクギョン             | キム・モクギョン | キム・モクギョン | 4:25  |
| 7.                       | 「내 사람이여」                                             | ペク・チャンウ               | ペク・チャンウ   |                  | 5:51  |
| 8.                       | 「변해가네」                                                | キム・チャンギ               | キム・チャンギ   |                  | 4:32  |
| 9.                       | 「새장속의 친구」                                           | ユ・ジュンヨル               | ユ・ジュンヨル   |                  | 4:54  |
| 10.                      | 「나의 노래」                                               | ハン・ドンホン               | ハン・ドンホン   |                  | 3:13  |
| 11.                      | 「너무 아픈 사랑은 사랑이 아니었음을」                      | 柳根（リュ・グン）           | キム・グァンソク |                  | 4:59  |
| 合計時間:                | 合計時間:                                                   | 合計時間:                    | 合計時間:        | 合計時間:        | 45:48 |

トリビュートアルバム
- 「歌客」1996年

「부치지 않은 편지」の弦楽アレンジバージョン「부치지 않은 편지 #2」は製作作業を日本で行った。

### 主題歌
- 「スーパーマリオブラザーズ・スーパーショー！」韓国語ビデオ版 1993年 歌、作詞作曲

## 番組
- 仏教放送 「밤의 창가」DJ 1991年〜1995年
- EBS FM「音楽の世界」DJ 1994年9月[35]〜1995年

## 受賞履歴
- 2010年 大韓民国大衆文化芸術賞 文化体育観光部長官表彰
- 2014年 大韓民国大衆文化芸術賞 大統領表彰
- 2016年 社団法人韓国シンガーソングライター協会選定「名誉の殿堂」[36]

## キム・グァンソクを題材にした作品

### 音楽
- 「Kim Kwang Seok」 （2009年）

ドイツのヒップホップグループDie Orsonsによる追悼曲。キム・グァンソクを韓国のボブ・ディラン、韓国のカート・コバーンと讃えた。 Die Orsons - Kim Kwang Seok (Official Video) - YouTube

### 書籍
- 「미처 다 하지 못한 - 김광석 에세이」 2013年（ISBN 9788959137732）キム・グァンソクが生前に残した肉筆文67編と未発表の詞64曲を掲載したエッセー集。
- 「キム・グァンソクと哲学する」キム・グァンシク（哲学者、ソウル大学教授） 2016年 キムヨン社 （ISBN 8934973242）
- 「キム・グァンソク 私たちの生活の歌」キム・ヨンソク（朝鮮語版）（哲学者、霊山大学教授） 2016年 千年の想像 （ISBN 9791185811192）

### 展覧会
- 「김광석을보다展 : 만나다•듣다•그리다」2016年4月1日〜6月26日 弘益大学路アートセンター 20周忌追悼記念イベントとして、小中学校時代の同級生だった演出家のイ・テクヒが企画して開催され、300点余の遺品や除隊後の一時期高麗大学前で運営していたライブ喫茶「고리（輪）」の再現スペースなどが展示された[30]。

### ジュークボックス・ミュージカル
- 「風が吹いてくる所（바람이 불어오는 곳）」

2012年11月初演。ファンクラブなどが後援した制作費4000万ウォンのアコースティックミュージカル。グァンソクが生前に使用していたギターを実兄から提供され、原曲に忠実な演出がされている。2013年末に、W主演の一人チェ・スンヨルがJTBC「本物は誰だ！〜HIDDEN SINGER 2」に出演し、グァンソクを彷彿とさせる歌声を披露したことで評判を呼んだ。 故 김광석의 '사랑했지만♬', 뮤지컬 김광석 최승열! - 히든싱어2 15회 - YouTube
2013年に、無断でグァンソクの名前と肖像、自作曲 を使用したとして、夫人が代表を務めるWith33music（ウィズサムサムミュージック）がパブリシティ権と同一性維持権の侵害で内容証明を送っている。その結果、名前と写真を広報物から削除し、構成も自作曲以外に変更された。また、同時期に企画された「あの日々」と独占契約を結んだ楽曲も使用できなかった。
- 「あの日々（그날들）」

2013年4月初演。制作費40億ウォン。「第7回ミュージカルアワード」において、今年の創作ミュージカル賞、男優新人賞（チ・チャンウク）、脚本賞（チャン・ユジョン）を受賞した大型ミュージカル。制作会社は自作曲の使用交渉をしたが「ディセンバー」に許諾を与えた後だったため不許可となった。
- 「ディセンバー 終わらない歌」

2013年12月初演。主演JYJジュンス。制作費50億ウォンのキム・グァンソク生誕50周年記念ミュージカル。With33の承諾を受け、歌唱曲18曲、自作曲4曲、未発表曲2曲を使用した。オリジナル曲も7曲挿入されている。終演後にWith33が制作会社に対し、収益配分について異議申し立て訴訟を起こしたが敗訴した。
- 「あの夏、動物園」

2015年12月初演。動物園時代の実話を基に構成された。初演時のグァンソク役はパク・ホサン、チェ・スンヨルのWキャスト。権利上のトラブルを避けるためグァンソク役のみ実名を用いず、役名を「그 친구（あの友達）」とした。動物園オリジナルメンバーのパク・キヨン音楽監督は「夫人と交渉の席で顔を会わせることさえ嫌であり、金銭的利益を与えたくないためグァンソク作の楽曲を使用しなかった」と公言している。

### 映画
- 「キム・グァンソク 19960106（英題 Suicide Made Who Killed Kim Kwang-seok? ）」2017年8月公開。自殺当日から長年に渡り疑問点を取材してきた元MBCイ・サンホ記者による告発ドキュメンタリー映画。2014年の「ダイビング・ベル セウォル号の真実」に次ぐ監督第2作。2016年7月開催の第20回富川国際ファンタスティック映画祭特別言及賞受賞作の「일어나, キム・グァンソク」を追加編集した。

### キム・グァンソク通り
ストリートビュー 作品紹介映像作品
2010年、文化体育観光部が2008年から推進する伝統市場活性化のための「門前成市プロジェクト」の一環で、大邱市中区防川市場東側の細い路地に、キム・グァンソクを題材にした壁画やオブジェが、およそ350mに渡って並ぶ「김광석 다시 그리기 길（通称キム・グァンソク通り）」が造成され、新たな観光名所となった。2008年にはわずか287人だった大邱市中区の観光客が、2016年には約240万人（うちキム・グァンソク通り来訪数は約100万人）が訪れた。計画当初、アートのテーマは決まっていなかったが、参加した芸術家たちがモチーフを地元にゆかりの人物に統一することで合意し、幼少期のみを過ごしただけではあるが、防川市場近隣出身のグァンソクが選ばれた。
- キム・グァンソクストーリーハウス

紹介映像
キム・グァンソク通りの外れに、夫人のプロデュースで2017年6月に開館した。楽器や自筆譜、日記帳などの遺品、未公開写真などを展示している。
- キム・グァンソクホログラムコンサート

2016年6月、未来創造科学部が2014年から始めたデジタル遺産事業の一環で行われ、キム・グァンソク通りにあるテアトルBundoで毎週木曜日〜日曜日に無料開催を始めた。制作予算は5億5000万ウォン、作業期間は9ヶ月。オーディションで選ばれた舞台俳優ファン・ギソクが演じた映像データに、CGで作成した68種類の顔の表情を合成してステージを再現した。
また、12月28日と29日には、KBS1教養番組「感性科学プロジェクト 転生」において、同事業のホログラムを使った番組が製作され、ゆかりの音楽家たちとの共演やストリートライブ、セウォル号と九宜駅ホームドア事故の犠牲者を追悼する映像が公開された。感性科学プロジェクト 転生 公式サイト、환생 - YouTubeプレイリスト

## キム・グァンソクを演じた人
- あの夏、動物園 - パク・ホサン（1期）、チェ・スンヨル（1〜3期）、ホン・ギョンミン（2、3期）、チョ・ボクレ（3期）